# Howard Head
Howard Head, född 31 juli 1914 i Philadelphia, Pennsylvania, USA, död  1991, var en amerikansk ingenjör och uppfinnare. Särskilt känd är han för sina nydanande utvecklingar av skidor och tennisracketar. Howard Head utexaminerades 1936 som flygingenjör från Harvard University. Han arbetade som nitare och ingenjör på Glenn Martin Company fram till 1947 då han grundade Head Ski Company, senare Head Sports Inc..

## Laminerade skidor
Head marknadsförde 1950 sina egendesignade metallskidor, en lamellkonstruktion som revolutionerade skidindustrin. Skidorna var uppbyggda av två lager aluminium runt en kärna av plywood och ett ytterlager av plast. Konstruktionen fick beteckningen "Head Standard". Head fortsatte utvecklingen av skidor, och kunde 1952 presentera en nykonstruktion där skidorna försetts med kanter av härdat stål. Dessa skidor var lättare än ordinära träskidor och kallades av belackare för "fuskskidor".
År 1969 presenterade Head Ski Company en kompositskida av glasfiber och aluminium. Trots framgångar för denna produkt tillsammans med nya produktlinjer av idrottsredskap som omfattade kastspjut och en nydesignad tennisracket av aluminium, hade bolaget stora finansiella svårigheter och övertogs 1970 av American Machine and Foundry och drivs numera (2008) som Head NV i Nederländerna. Man marknadsför såväl moderna skidor som tennisracketar.

## Oversizemodell av tennisracket
Howard Head, som själv utövade tennis på motionsnivå, grundade 1968 en särskild tennisdivision inom sitt bolag och utvecklade en tennisracket som var tillverkad av polyeten mellan aluminiumskikt. Racketen marknadsfördes från 1969 som Arthur Ashe Competition och var den första kompositracketen som tillverkades.
Head lämnade sitt bolag och blev 1971 styrelseordförande i Prince Manufacturing Inc.. Head ansåg att dåtidens (1970-talet) tennisracketar, oavsett om de var tillverkade av trä eller metall, var svårspelade främst på grund av sin lilla slagyta. Detta medförde att spelare på hans egen nivå ofta hade svårigheter att åstadkomma rena slag. Racketar av trä hade visserligen tillverkats också med större slagytor, men konstruktionen baserad på skiktlimmat trä var genomgående för vek vilket innebar att sådana racketar ofta bröts av under spel. De hade dessutom en uttalad tendens att bli skeva och därmed ospelbara. Head började experimentera med olika racketkonstruktioner och kunde 1976 patentera en racket med stor slagyta (oversize). Patentet (US pat no 3999756) avsåg själva slagytan och strängningen som innebar att den effektiva träffytan (sweetspotområdet) avsevärt förstorades jämfört med standardracketarnas. Han tillverkade med detta patent en aluminiumracket, Prince Classic som visserligen ansågs ha något oberäkneliga egenskaper, men som ändå vann popularitet bland professionella spelare. Under 1980-talet tillverkades ett flertal populära racketvarianter i olika material baserade på hans patent. Bland dessa märks Prince woodie, Prince graphite och Prince precision graphite. Oversizeracketar är i dag vanliga inom motionstennis.